# Enoplosus armatus
Enoplosus armatus är en fiskart som först beskrevs av White 1790.  Enoplosus armatus är ensam i släktet Enoplosus och i familjen Enoplosidae. Inga underarter finns listade i Catalogue of Life.
Arten förekommer bara i havet kring Australien. Den når en längd av upp till 50 cm och den simmar mellan vattenytan och ett djup av 90 meter. Individerna kan simma ensam, i par eller i grupper. Det vetenskapliga släktnamnet är bildat av det grekiska ordet enoplos, -os, -on (med vapen).